# Ohis
Ohis település Franciaországban, Aisne megyében. Lakosainak száma 270 fő (2022. január 1.). Ohis La Bouteille, Effry, Étréaupont, Mondrepuis, Neuve-Maison, Origny-en-Thiérache és Wimy községekkel határos.

## Népesség
A település népességének változása:
| Lakosok száma | 386  | 341  | 332  | 312  | 313  | 315  | 303  | 279  | 275  | 270  |
|               | 1968 | 1982 | 1990 | 2006 | 2013 | 2015 | 2017 | 2019 | 2020 | 2022 |